# Barracão (Paraná)
Pour les articles homonymes, voir Barracão.
Barracão est une ville brésilienne du sud-ouest de l'État du Paraná. Elle se situe à une latitude de 26° 15' 14" sud et par une longitude de 53° 37' 58" ouest, à une altitude de 835 mètres. Sa population était estimée à 8 976 habitants en 2006. La municipalité s'étend sur 164 km2.

## Maires
| Période | Période | Identité       | Étiquette | Qualité |
| ------- | ------- | -------------- | --------- | ------- |
| 2009    | 2012    | Joarez Henrich | DEM       |         |

## Villes voisines
Barracão est voisine des municipalités (municípios) de Bom Jesus do Sul, Flor da Serra do Sul, Dionísio Cerqueira dans l'État de Santa Catarina.
La ville est également limitrophe de l'Argentine.